# Вербівка (зупинний пункт)
Вербівка — зупинний пункт Ізюмського напрямку. Розташований між зупинним пунктом Янківський та станцією Балаклія. Пункт розташований у селі Вербівка Балаклійського району. На пункті зупиняються лише приміські потяги. Пункт відноситься до Харківської дирекції Південної залізниці.
Відстань до станції Основа — 72 км.